# Estación de Eibar

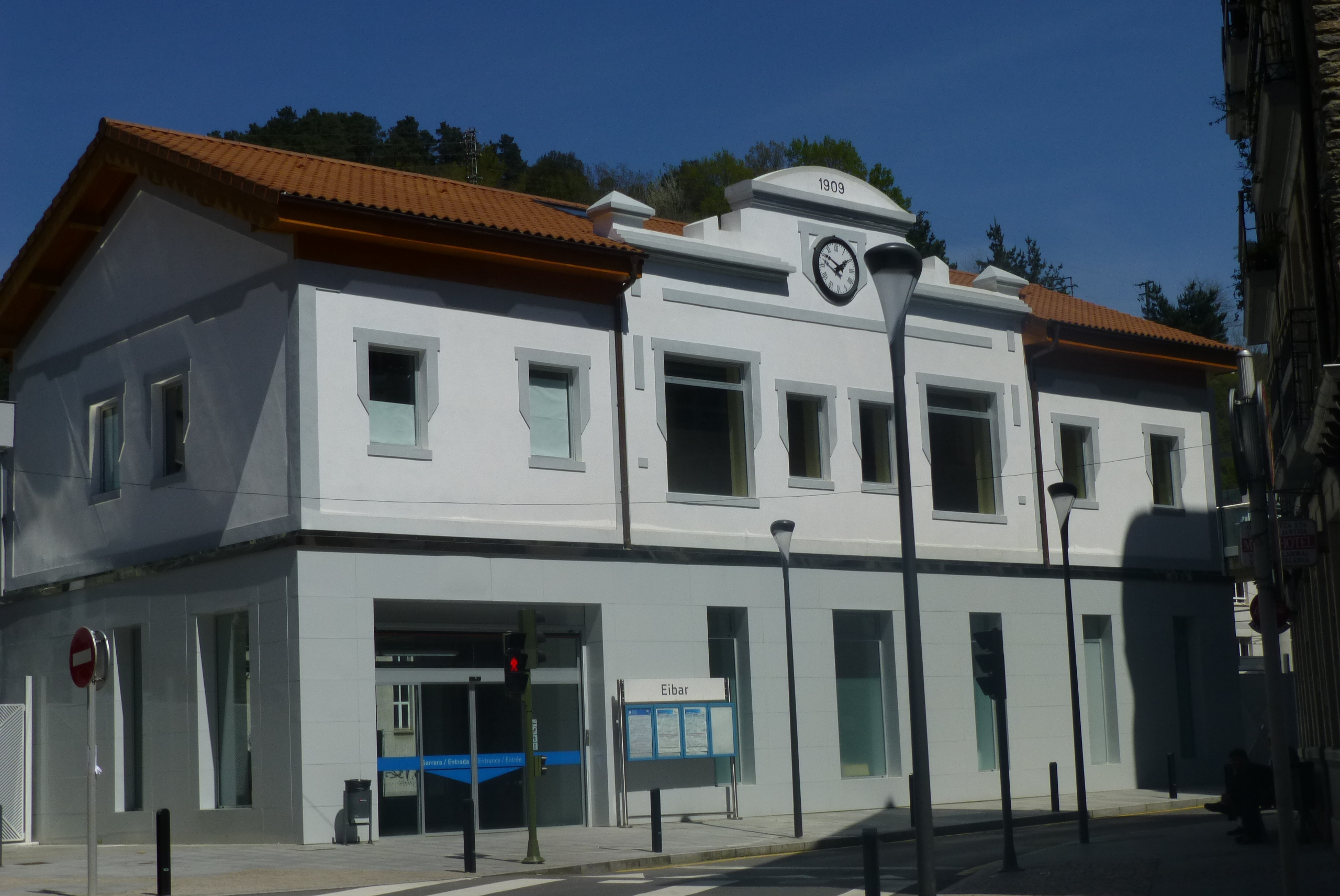
Fachada de la estación

Eibar es una estación ferroviaria situada en el municipio de Éibar en la provincia de Guipúzcoa, comunidad autónoma del País Vasco, España. Está a mitad de camino entre Bilbao y San Sebastián. En esta estación los maquinistas de los trenes con dirección a San Sebastián se intercambian con los que van a Bilbao.

## Servicios ferroviarios

### Media distancia
La línea regional E1 de Euskotren entre Bilbao y San Sebastián tiene parada en la estación.

### Cercanías
El servicio denominado popularmente como Tranvía refuerza las frecuencias de paso de la línea E1 entre las ciudades de Ermua, Eibar y Elgoibar con sus diferentes apeaderos.

## Historia
El tren llegó a Eibar de la mano de la Compañía del Ferrocarril de Durango a Zumárraga que abrió al tráfico la sección comprendida entre Zaldibar, Eibar y Elgoibar el 17 de septiembre de 1887, inaugurada por la reina regente María Cristina de Habsburgo-Lorena.
Años más tarde, en 1909, el edificio sufre una remodelación en el que se eleva la fachada que en la actualidad existe.
En 1941 se hace una segunda remodelación, donde se amplía a una tercera vía del tren.
En 1980 se cede el almacén de mercancías a la Diócesis de San Sebastián en lo que se conoce como la Iglesia de San Agustín, con el sacerdote Don Balbino al frente.
El 7 de septiembre de 2012 se realiza una remodelación total de la estación, en la que se eleva una pasarela para que los viajeros accedan al andén de Bilbao - San Sebastián; hasta entonces el usuario debía de cruzar las vías andando. 
El interior de la estación remodelada está decorado con un mural al óleo del pintor y dibujante eibarrés José Antonio Azpilicueta, compuesto por los retratos de 107 eibarreses y distintas vistas de la estación.